# Lincoln Modell K

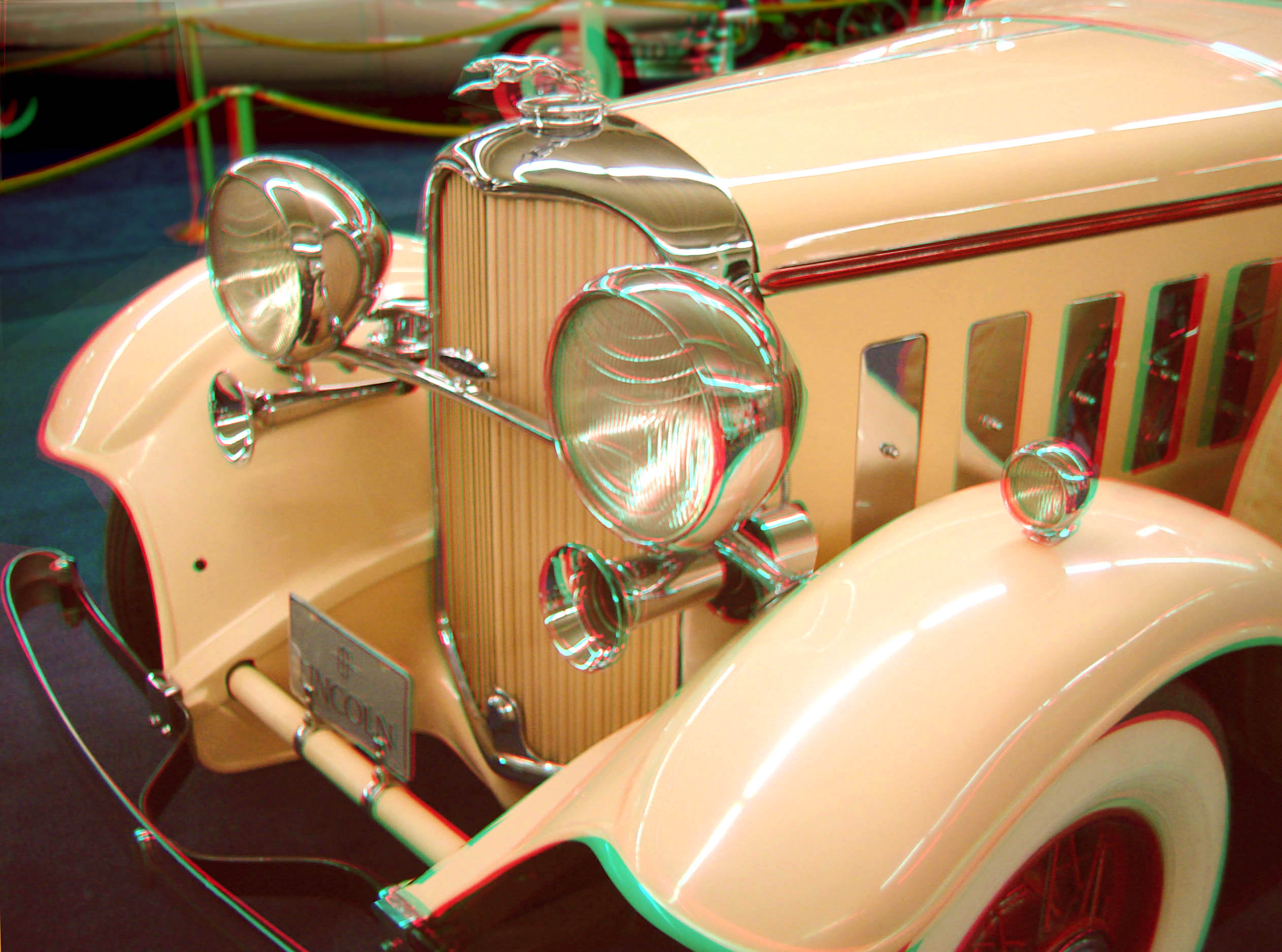
Lincoln Modell K (1931)

Der Lincoln Modell K war ein Luxus-PKW, den Ford unter dem Markennamen Lincoln als Nachfolger des Modells L im Januar 1931 vorstellte.

## Von Jahr zu Jahr

### 1931 (Serie 201)
Das Modell K übernahm den seitengesteuerten V8-Motor mit 60° Zylinderwinkel und 6.307 cm³ Hubraum des Vorgänger-Modells L. Allerdings entwickelte dieser nun 120 bhp (88 kW) bei 2.900/min. Die Motorkraft wurde über eine Zweischeiben-Trockenkupplung auf ein manuelles Dreiganggetriebe mit Knüppelschaltung in der Fahrzeugmitte und von dort auf die Hinterachse übertragen. Alle Räder waren mechanisch gebremst.
Bereits im ersten Jahr wurden 27 verschiedene Karosserien angeboten, die gegenüber dem Vorgängermodell etwas moderner gestaltet waren. So gab es z. B. einen damals modischen, verchromten Stab vor dem Kühlergrill, auf dem die Scheinwerfer befestigt waren. Das Fahrgestell wurde gegenüber dem des Vorgängers um 9 Zoll verlängert und hatte nun einen Radstand von 3.683 mm.

### 1932

#### Modell KA (Serie 501)
Der V8-Motor bekam 5 bhp Leistungszuwachs und entwickelte nun 125 bhp (92 kW) bei 2.900/min. Die Fahrgestelle wurden wieder um 9 Zoll gekürzt (Radstand 3.454 mm) und die Anzahl der möglichen Aufbauten drastisch auf zehn gekürzt. Der Preis des „kleinen Modells“ sank um mindestens 1.000,-- US-$.

#### Modell KB (Serie 231)
Neu war in diesem Jahr der V12-Motor mit 7.340 cm³ Hubraum und 150 bhp (110 kW) bei 3.400/min. Das neue Spitzenmodell gab es mit vielen verschiedenen Aufbauten und weiterhin ausschließlich auf dem langen Chassis. Neben den bei Lincoln gefertigten Aufbauten gab es etliche Karosserien, die auf Kundenwunsch beim Stellmacher entstanden. Das Logo der V12-Modelle ist blau unterlegt, jenes des KA V8 rot.

### 1933

#### Modell KA (Serie 511)
In diesem Jahr bekam auch das „kleine Modell“ einen V12-Motor. Dieser hatte einen Zylinderwinkel von 67°, einen Hubraum von 6.255 cm³ und leistete ebenfalls 125 bhp (92 kW) bei 3.400/min. Es gab wieder 12 verschiedene (Werks-)Karosserien.

#### Modell KB (Serie 251)
Beim großen Modell änderte sich in diesem Jahr wenig, lediglich ein modernerer Rahmen wurde eingeführt.

### 1934

#### Modell KA (Serie 521)
Wieder kam ein neuer, größerer Motor: Er hatte 6.784 cm³ Hubraum und leistete 150 bhp (110 kW) bei 3.800/min. Der Kühlergrill war in Wagenfarbe lackiert und Die Scheinwerfer hatten Torpedoform.

#### Modell KB (Serie 271)
Obwohl noch als eigene Serie geführt, entsprach das Modell KB technisch dem Modell KA. Die Unterschiede bestanden lediglich in dem längeren Chassis und den luxuriöseren Aufbauten.

### 1935 (Serien 301 / 541)
In diesem Jahr hießen beide Serien wieder Modell K, waren aber weiterhin mit 3.454 mm, bzw. 3.683 mm, Radstand verfügbar. Technisch gab es fast keine Änderungen.

### 1936 (Serie 300)
Nach Einführung des kleineren, stromlinienförmigen Modells Zephyr nahm das mit wenigen Veränderungen weitergefertigte Modell K den Platz des Spitzenmodells ein. Erkennbar sind die Modelle dieses Jahrgangs an den nach unten versetzten Scheinwerfern.

### 1937

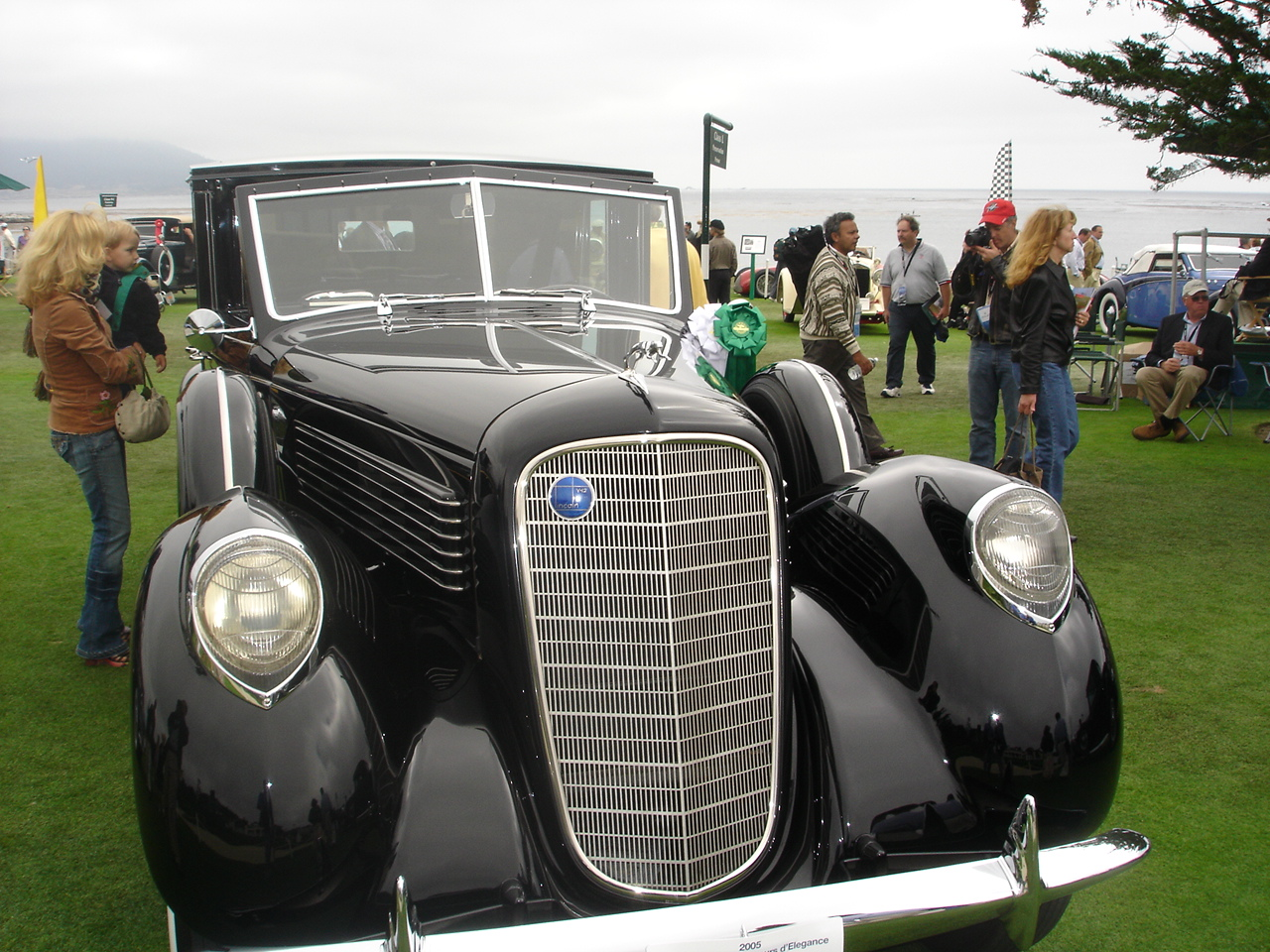
Lincoln Modell K (1937)

Während es keine technischen Veränderungen gab, wurde das Styling komplett überarbeitet: Die Scheinwerfer bekamen Tropfenform (wie beim Zephyr) und wanderten in die vorderen Kotflügel. Der rückwärts geneigte Kühlergrill hatte eine leichte V-Form, ebenso wie die geteilte Windschutzscheibe. Der Kühlergrill bestand aus 30 waagerechten Chromstäben.

### 1938
Die 30 Stäbe des Kühlergrills wichen 18 etwas breiteren. Alle Modelle hatten nun einen separaten Kofferraum.

### 1939
Im letzten Produktionsjahr gab es nochmals einen neuen Vergaser und stabilere Stahlspeichenräder. Im Folgejahr wurde das Modell K durch den neuen, kleineren Continental ersetzt.

## Produktionszahlen
| Baujahr | Produktion       |                  |
| ------- | ---------------- | ---------------- |
| 1931    | Serie 201: 3.540 |                  |
| 1932    | Serie 501: 2.132 | Serie 231: 1.515 |
| 1933    | Serie 511: 1.114 | Serie 251: 533   |
| 1934    | Serie 521: 1.671 | Serie 271: 740   |
| 1935    | Serie 301: 830   | Serie 541: 581   |
| 1936    | Serie 300: 1.515 |                  |
| 1937    | 977              |                  |
| 1938    | 416              |                  |
| 1939    | 133              |                  |

Insgesamt wurden 15.697 Fahrzeuge vom Modell K hergestellt.